# Skordílo
Skordílo, en grec moderne : Σκορδίλο, est un village du dème de Mylopótamos, en Crète, en Grèce. Selon le recensement de 2011, la population de Skordílo compte 44 habitants. Il est situé à une altitude de 150 m et à une distance de 22 km de Réthymnon.